# Crithagra melanochroa
Crithagra melanochroa é uma espécie de ave da família Fringillidae.
Apenas pode ser encontrada na Tanzânia.
Os seus habitats naturais são: regiões subtropicais ou tropicais húmidas de alta altitude e matagal tropical ou subtropical de alta altitude.
Está ameaçada por perda de habitat.